# Zaza
Zaze so iransko ljudstvo, ki govori zazaki, jezik, ki pripada indoevropski jezikovni družini. Zaze večinoma živijo v Turčiji. Njihovo približno število je 4–6 milijonov.